# الدوري الشمالي الممتاز 1970–71
الدوري الشمالي الممتاز 1970–71 هو موسم من دوري الشمال الممتاز ‏. فاز فيه ويغان أتلتيك.